# Harry Potter Page To Screen: The Complete Filmmaking Journey
Harry Potter Page To Screen: The Complete Filmmaking Journey is een boek van Bob McCabe, dat werd uitgegeven door Harper Collins. Het boek gaat over het maken van de Harry Potter-films. Het wordt gezien als de opvolger van de Harry Potter Film Wizardry en bevat niet eerder gepubliceerde foto's, interviews et cetera.
Het boek bevat echter geen extra rekwisieten zoals de Brief van Zweinstein en de Sluipwegwijzer die men kan vinden in de Harry Potter Film Wizardry.